# Tennistoernooi van Miami 1998
|                                         |  |                                     |
| Venus Williams, winnares bij de vrouwen |  | Marcelo Rios, winnaar bij de mannen |

Het tennistoernooi van Miami van 1998 werd van donderdag 19 maart tot en met zondag 29 maart 1998 gespeeld op de hardcourtbanen van het Crandon Park in Key Biscayne, nabij de Amerikaanse stad Miami. De officiële naam van het toernooi was Lipton Championships.
Het toernooi bestond uit twee delen:
- WTA-toernooi van Miami 1998, het toernooi voor de vrouwen, dat werd gespeeld in hun hoogste categorie: WTA Tier I
- ATP-toernooi van Miami 1998, het toernooi voor de mannen, dat werd gespeeld in hun hoogste categorie: ATP Mercedes-Benz Super 9

ATP-toernooi van Miami‎ – WTA-toernooi van Miami‎

1985 · 1986 · 1987 · 1988 · 1989 · 1990 · 1991 · 1992 · 1993 · 1994 · 1995 · 1996 · 1997 · 1998 · 1999 · 2000 · 2001 · 2002 · 2003 · 2004 · 2005 · 2006 · 2007 · 2008 · 2009 · 2010 · 2011 · 2012 · 2013 · 2014 · 2015 · 2016 · 2017 · 2018 · 2019 · 2020 · 2021 · 2022 · 2023 · 2024 · 2025